# Чемпіонат світу з кросу 1991
Чемпіонат світу з кросу 1991 був проведений 24 березня в Антверпені.
Місце кожної країни у командному заліку серед дорослих чоловічих команд визначалося сумою місць, які посіли перші шестеро спортсменів цієї країни. При визначенні місць дорослої жіночої та обох юніорських команд брались до уваги перші чотири результати відповідно.

## Чоловіки
| Першість | Золото | Золото                             | Срібло | Срібло                       | Бронза | Бронза                                |
| -------- | --- | ---------------------------------- | --- | ---------------------------- | --- | ------------------------------------- |
| Особиста | Халід Сках Марокко | 33.53                              | Мозес Тануї Кенія                                                                                             | 33.54                        | Саймон Карорі Кенія | 33.54                                 |
| Командна | КеніяМозес Тануї Саймон Карорі Річард Челімо Стівенсон Ньяму Боніфас Меранде Вільям Мутвол Вільям Коеч Ендрю Масаї Джон Нгугі | 38 очок2 3 4 6 11 12 (24) (34) DNF | ЕфіопіяЧалія Келеле Аддіс Абебе Феїса Мелесе Текеє Гебрселассіє Біделу Кібрет Хабте Негеш Н Урге Феїсса Абебе | 1047 9 13 22 23 30 (80) (91) | ІспаніяАлехандро Гомес Мартін Фіс Хосе Карлос Адан Хосе Мануель Гарсія Антоніо Серрано Абель Антон Антоніо Прієто Константино Еспарсія Хуан Карлос Пауль | 19814 20 25 31 37 71 (98) (119) (163) |

| Першість | Золото                                                                | Золото             | Срібло                                                                                        | Срібло               | Бронза                                                      | Бронза       |
| -------- | --------------------------------------------------------------------- | ------------------ | --------------------------------------------------------------------------------------------- | -------------------- | ----------------------------------------------------------- | ------------ |
| Особиста | Ендрю Самбу Танзанія                                                  | 23.59              | Мумо Муїнді Кенія                                                                             | 24.04                | Фіта Баїсса Ефіопія                                         | 24.04        |
| Командна | КеніяМумо Муїнді Джозеф Кібор Джозефат Н'Деті Ісмаель Кіруї Марк Моні | 19 очок2 4 6 7 (9) | ЕфіопіяФіта Баїсса Фекаду Дегефу Хайле Гебрселассіє Деста Асгедом Абрахам Ассефа Аєле Мезгебу | 263 5 8 10 (11) (13) | ТанзаніяЕндрю Самбу Френсіс Метта Онесмо Лудаге Джума Нінга | 541 12 18 23 |

## Жінки
| Першість | Золото                                                                  | Золото               | Срібло                                                                                | Срібло                | Бронза                                                                                                | Бронза                 |
| -------- | ----------------------------------------------------------------------- | -------------------- | ------------------------------------------------------------------------------------- | --------------------- | --- | ---------------------- |
| Особиста | Лінн Дженнінгс США                                                      | 20.24                | Дерарту Тулу Ефіопія                                                                  | 20.27                 | Ліз Макколган Велика Британія                                                                         | 20.28                  |
| Командна | КеніяДжейн Нгото Сьюзан Сірма Маргарет Нгото Полін Конга Гелен Чепнгено | 36 очок5 7 9 15 (46) | ЕфіопіяДерарту Тулу Лючія Їшак Фатума Роба Меріма Денбоба Тігіст Мореда Берхане Адере | 362 4 12 18 (20) (34) | СРСРОлена Романова Наталія Сороківська Надія Галлямова Марина Родченкова Ольга Назаркіна Надія Ільїна | 488 11 13 16 (23) (24) |

| Першість | Золото                                                              | Золото              | Срібло | Срібло                     | Бронза                                                                                  | Бронза                |
| -------- | ------------------------------------------------------------------- | ------------------- | --- | -------------------------- | --------------------------------------------------------------------------------------- | --------------------- |
| Особиста | Лідія Черомеї Кенія                                                 | 13.59               | Джейн Екімат Кенія                                                                                             | 14.20                      | Мелоді Фейрчайлд США                                                                    | 14.28                 |
| Командна | КеніяЛідія Черомеї Джейн Екімат Кетрін Кіруї Ліна Чесіре Енн Мвангі | 18 очок1 2 6 9 (34) | ЕфіопіяГете Вамі Емебет Шіфереу Еджігаєху Ворку Мулуворк Касса Елфенеш Алему Генет Гебрегіоргіс Алеміту Бекеле | 405 10 11 14 (16) (28) DNF | ЯпоніяМіядзакі Адзумі Хаякарі Мінорі Като Акіко Койкава Нацує Окаяма Шихо Отані Ходзумі | 434 8 12 19 (20) (41) |

## Медальний залік
| Місце               | Країна              | Золото | Срібло | Бронза | Загалом |
| ------------------- | ------------------- | ------ | ------ | ------ | ------- |
| 1                   | Кенія               | 5      | 3      | 1      | 9       |
| 2                   | Танзанія            | 1      | 0      | 1      | 2       |
| 2                   | США                 | 1      | 0      | 1      | 2       |
| 4                   | Марокко             | 1      | 0      | 0      | 1       |
| 5                   | Ефіопія             | 0      | 5      | 1      | 6       |
| 6                   | СРСР                | 0      | 0      | 1      | 1       |
| 6                   | Іспанія             | 0      | 0      | 1      | 1       |
| 6                   | Велика Британія     | 0      | 0      | 1      | 1       |
| 6                   | Японія              | 0      | 0      | 1      | 1       |
| Загалом (9 збірних) | Загалом (9 збірних) | 8      | 8      | 8      | 24      |

## Українці на чемпіонаті
Представники Української РСР взяли участь в чемпіонаті лише у складі дорослого чоловічого забігу. Кияни Олександр Бурцев та Петро Сарафинюк, а також вінничанин Олег Сироєжко та Віктор Гураль зі Львова в індивідуальному заліку посіли 73, 137, 150 та 168 місця відповідно. У командному заліку доросла чоловіча збірна СРСР була 8-ю.